# Salix pogonandra
Salix pogonandra är en videväxtart som beskrevs av Leveille. Salix pogonandra ingår i släktet viden, och familjen videväxter. Inga underarter finns listade i Catalogue of Life.